# 第501＝第503戦車連隊 (フランス軍)
第501＝第503戦車連隊（だいごひゃくいち-だいごひゃくさんせんしゃれんたい、501e-503e régiment de chars de combat：501e-503e RCC）は、マルヌ県Mourmelonに駐屯する、フランス陸軍の戦車連隊である。2009年6月23日をもって名称を第501戦車連隊に変更された。また、かつては第1機械化歩兵旅団の隷下にあったが、2015年7月21日をもって同旅団が解隊されたため、現在は第2機甲旅団の隷下となっている。
兵種は機甲、伝統的区分は戦車である。
連隊名からも解るように、2個連隊が合併して編制されているため、2個の戦闘群からなる。

## 沿革
- 1918年：5月13日-第501特別砲兵連隊が編制される。6月4日-第503特別砲兵連隊が編制される。
- 1920年：両連隊は戦車連隊に改編される。
- 1940年：第503戦車連隊は独軍と交戦。
- 1941年：自由フランス軍に参加。
- 1943年：北アフリカ戦に参加。
- 1944年：ノルマンディー上陸作戦に参加。
- 1945年：終戦後、解隊される。
- 1951年：4月1日-Mourmelonにおいて再編制される。第503戦車連隊は後にこれまで装備していたV号戦車パンターの予備保管開始。
- 1990年：9月1日-軍参謀長の隷下として、2個のグループからなる実験的戦車連隊が編組される。
- 1994年：8月31日-第4竜騎兵連隊（後に第501戦車連隊に改名）と第503戦車連隊が合併改編される。これに伴いルクレール戦車の装備開始。
- 2009年：6月23日-名称を第501戦車連隊に変更される。

海外派遣先としては、旧ユーゴスラビア、コソボ、チャド、レバノン、クウェート、ガイアナ、コートジボワール、アフガニスタンがある。

## 最新の部隊編成
- 連隊本部
- 整備中隊
- 偵察中隊
- 予備騎兵訓練中隊
- 〔第501戦車戦闘群〕
  - 本部管理中隊
  - 第1中隊 - ルクレール
  - 第2中隊 - ルクレール
  - 第3中隊 - ルクレール
- 〔第503戦車戦闘群〕
  - 本部管理中隊
  - 第1中隊 - ルクレール
  - 第2中隊 - ルクレール
  - 第3中隊 - ルクレール

### 定員
- 連隊の人員構成としては約1,300名の将兵からなる。
- 戦車80両
- 各種車両500台

## 主要装備
- ルクレール
- VAB
- VBL
- P4
- DNG/DCL戦車回収車
- 12.7mm重機関銃M2
- AA-52
- AAT-F1
- FA-MAS
- GIAT BM92-G1